# Schiefpolynom
Schiefpolynome sind eine Klasse von mathematischen Objekten. Sie sind eine Verallgemeinerung der gewöhnlichen Polynome mit einer im Allgemeinen nicht kommutativen Multiplikation. Schiefpolynome werden zur algebraischen Modellierung von Differentialgleichungen und Differenzengleichungen eingesetzt.

## Geschichte
Schiefpolynome wurden erstmals von dem norwegischen Mathematiker Øystein Ore betrachtet, der sich vor allem mit Fragen ihrer Faktorisierung beschäftigt hat. Aus diesem Grund werden sie von einigen Autoren auch als Ore-Polynome bezeichnet.

## Definitionen und Sätze

### Definition
Für einen Ring {\displaystyle R} und einen Endomorphismus {\displaystyle \sigma } von {\displaystyle R} ist eine {\displaystyle \sigma }-Derivation {\displaystyle \theta } definiert als eine Abbildung von {\displaystyle R} in sich selbst mit den Eigenschaften
{\displaystyle \theta (a+b)=\theta (a)+\theta (b)\quad {\text{und}}\quad \theta (a\cdot b)=\sigma (a)\cdot \theta (b)+\theta (a)\cdot b}
für alle {\displaystyle a,b\in R}. Ein Beispiel hierfür sind die unendlich oft differenzierbaren Funktionen
{\displaystyle C^{\infty }(\mathbb {R} )} auf den reellen Zahlen mit der Identität als Endomorphismus und der gewöhnlichen Ableitung {\displaystyle d/dx}.
Der Ring der Schiefpolynome {\displaystyle R[\partial ;\sigma ,\theta ]} in der Unbekannten {\displaystyle \partial } ist die Menge der formalen Ausdrücke
{\displaystyle p=a_{n}\partial ^{n}+a_{n-1}\partial ^{n-1}+\cdots +a_{1}\partial +a_{0},}
mit Koeffizienten in {\displaystyle R}. Ist {\displaystyle a_{n}\neq 0}, so ist {\displaystyle n} der Grad von {\displaystyle p} {\displaystyle (\operatorname {grad} p)}, welcher auch als Ordnung bezeichnet wird.
Die Addition wird wie bei normalen Polynomen gehandhabt. Die Multiplikation wird durch die Gleichung
{\displaystyle \partial \cdot a=\sigma (a)\cdot \partial +\theta (a)}
festgelegt. Indem man verlangt, dass Assoziativgesetz und Distributivgesetz gelten sollen, kann man so beliebige Schiefpolynome miteinander multiplizieren.
Diese Multiplikation simuliert das Hintereinanderschalten von Differentialoperatoren. Bezeichnen wir im obigen Beispiel für {\displaystyle f\in C^{\infty }(\mathbb {R} )} die Multiplikation von Links mit {\displaystyle f} auch einfach wieder mit {\displaystyle f}, so gilt für ein beliebiges {\displaystyle g\in C^{\infty }(\mathbb {R} )}
{\displaystyle \left({\frac {d}{dx}}\circ f\right)(g)={\frac {d}{dx}}(f\cdot g)={\frac {df}{dx}}\cdot g+f\cdot {\frac {dg}{dx}}=\left({\frac {df}{dx}}+f\circ {\frac {d}{dx}}\right)(g),}
wobei {\displaystyle {\tfrac {df}{dx}}} entsprechend die Multiplikation mit der Ableitung von {\displaystyle f} bezeichnet.
Eine formale Definition (und einen Existenzbeweis) für Schiefpolynome gewinnt man mit Hilfe des Ringes der Gruppenendomorphismen des {\displaystyle R}-Moduls
{\displaystyle R^{(\mathbb {N} )}=\left\{(a_{n})_{n\in \mathbb {N} }\mid a_{n}=0{\text{ für fast alle }}n\in \mathbb {N} \right\}.}
Nun bettet man {\displaystyle R} ähnlich wie im Beispiel mittels des Monomorphismus {\displaystyle R\ni a\mapsto (x\mapsto a\cdot x)\in \mathrm {End} (R^{(\mathbb {N} )})} in den Ring der Gruppenmorphismen {\displaystyle \mathrm {End} (R^{(\mathbb {N} )})} ein. Der Schiefpolynomring entspricht dann dem von {\displaystyle R} und dem Endomorphismus
{\displaystyle \delta =(a_{n})_{n\in \mathbb {N} }\mapsto {\bigl (}\,\sigma (a_{n})+\theta (a_{n-1})\,{\bigr )}_{n\in \mathbb {N} }\quad ({\text{wobei }}a_{-1}:=0)}
erzeugten Unterring von {\displaystyle \mathrm {End} (R^{(\mathbb {N} )})}. Genauere Erläuterungen hierzu finden sich in Kapitel 0.10 in .

### Beispiele
- Gewöhnliche Polynome erhält man durch {\displaystyle \sigma =\mathrm {id} } (Identität) und {\displaystyle \theta =0}.
- Bei {\displaystyle \sigma =\mathrm {id} } spricht man von Differentialoperatoren. Zum Beispiel sind {\displaystyle C^{\infty }[\partial ;\mathrm {id} ,d/dx]} die Differentialoperatoren mit unendlich oft differenzierbaren Koeffizienten.
- Der Ring der Schiebeoperatoren {\displaystyle (\mathbb {Z} [t])[\partial ;\sigma ,0]} mit {\displaystyle \sigma (f(t))=f(t+1)} über Polynomen mit ganzzahligen Koeffizienten

### Eigenschaften
Wenn {\displaystyle R} nullteilerfrei ist und {\displaystyle \sigma } injektiv, dann gilt
{\displaystyle \operatorname {grad} (ab)=\operatorname {grad} a+\operatorname {grad} b}
für alle {\displaystyle a,b\in R[\partial ;\sigma ,\theta ]}. Insbesondere ist {\displaystyle R[\partial ;\sigma ,\theta ]} also ebenfalls nullteilerfrei.
Sind der Grundring {\displaystyle R} ein Körper und {\displaystyle \sigma } ein Automorphismus, so lassen sich links- und rechtsseitige Division mit Rest definieren. Damit lassen sich dann größte gemeinsame Rechtsteiler und größte gemeinsame Linksteiler mittels einer Variante des Euklidischen Algorithmus berechnen.